# Suicheng, Jiangsu
Suicheng är ett stadsdelsdistrikt i Kina. Den ligger i provinsen Jiangsu, i den östra delen av landet, omkring 220 kilometer norr om provinshuvudstaden Nanjing. Antalet invånare är 61 430.
Runt Suicheng är det tätbefolkat, med 659 invånare per kvadratkilometer. Det finns inga andra samhällen i närheten. Trakten runt Suicheng består till största delen av jordbruksmark.
Genomsnittlig årsnederbörd är 1 064 millimeter. Den regnigaste månaden är juli, med i genomsnitt 194 mm nederbörd, och den torraste är december, med 20 mm nederbörd.